# Maschinenbau Kiel
A Maschinenbau Kiel GmbH kieli székhelyű vállalat volt, amely a MaK márkanév alatt hajómotorokat, dízelmozdonyokat és lánctalpas járműveket tervezett, gyártott és forgalmazott. A Maschinenbau Kiel GmbH három fő működési ágazatát az 1990-es években különböző vállalatoknak adták el.
A katonai üzletágat a Rheinmetall vásárolta fel 1990-ben. A mozdonygyártó részleget a Siemens vásárolta fel 1992-ben, azonban 1998-ban továbbadta azt a Vosslohnak. A hajómotor-ágazatot a Caterpillar szerezte meg 1997-ben.
A Vossloh mozdonygyártó- és a Caterpillar hajómotor-részlegének székhelye továbbra is Kielben maradt, a két vállalat jelentős munkaadók a városban. A Caterpillar továbbra is használja a MaK márkanevet a termékein.

## Története

### Eredet
A vállalat eredete legalább 1918-ig vezethető vissza. Mivel a versailles-i békeszerződés korlátozta a németországi fegyvergyártást, ezért a kieli védelmi iparnak más piacokat kellett keresnie. Kieli székhellyel megalapították a dízelmozdonyok gyártásával, valamint hajóépítéssel és lőfegyvergyártással foglalkozó Deutsche Werke AG-t (DWK). A vállalat a második világháború alatt tengeralattjárókat, illetve a Wehrmacht számára mozdonyokat gyártott. A második világháború nemcsak a kieli létesítmények nagy részének pusztulását hozta magával, hanem a vállalat megszűnését is.

### 1948–1997

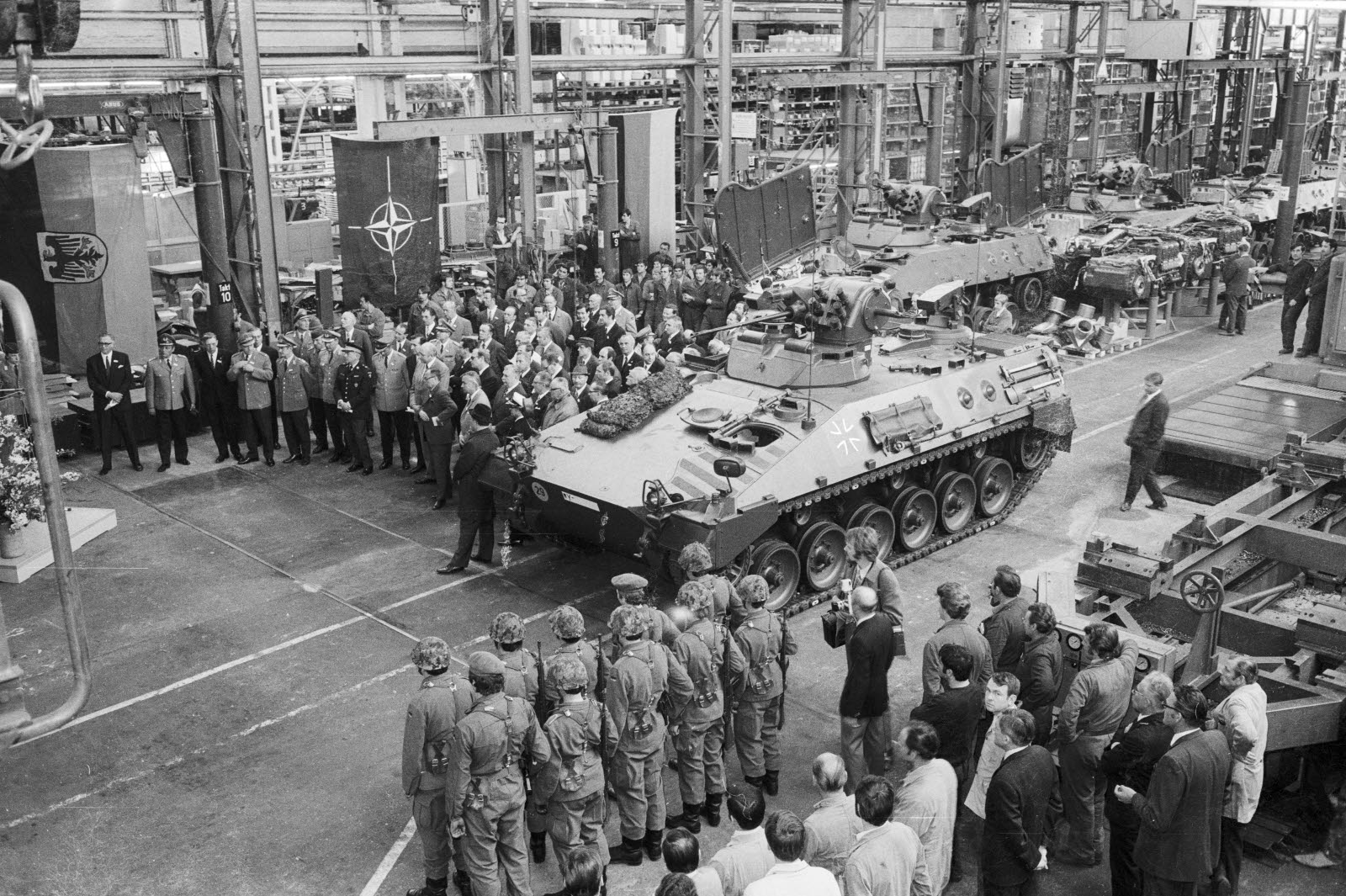
Az első Marder átadása a Bundeswehrnek a Maschinenbau Kiel üzemében, 1971. május 7-én

A Maschinenbau Kiel vállalatot 1948. május 25-én alapították korlátolt felelősségű társaságként. A vállalathoz tartozott a Deutsche Werke AG több korábbi gyára is. 1954-ben a MAN-nel folytatott hosszas jogi vita után a nevét MAK-ról MaK-ra változtatta. 1959-ben a válság miatt a Bremer Atlas GmbH felvásárolta a vállalatot, és GmbH formába (egyfajta korlátolt felelősségű társaság) szervezte azt át.
1964-ben a MaK az anyavállalata felvásárlása révén a Krupp csoport részévé vált. 1971. május 7-én a MaK üzemében átadták az első sorozatgyártott Mardert a nyugatnémet hadseregnek. A jármű gyártása 1975-ig folytatódott, és összesen 2136 jármű készült el.
1990-re a Leopard 2 gyártása befejeződött, és a jövőbeli megrendelések kilátásai bizonytalanok voltak, ezért a katonai felszereléseket gyártó részleget az új MaK System GmbH. nevű vállalatba szervezték át. A vállalat a Wiesel kisharckocsi, a Panzerhaubitze 2000 önjáró tarackágyú, a Bergepanzer 3 Büffel és Dachs műszaki mentő harckocsik, a Keiler aknamentesítő harckocsi, a Biber hídvető tank, illetve a Rhino távirányítású aknamentesítő rendszer és az Amir aknamentesítő eke tervezésében és gyártásában is szerepet vállalt. A cégben 1990-ben a Rheinmetall többségi, 60 százalékos részesedést szerzett, majd 1992-ben a fennmaradó 40 százalékot is felvásárolta. 2000-ben a Rheinmetall egyesítette a MaK System, a Henschel Wehrtechnik és a Kuka Wehrtechnik leányvállalatait, megalapítva ezzel a Rheinmetall Landsysteme GmbH-t. A vállalat mozdonygyártó részlegét 1992-ben eladták a Siemensnek.
1997-ben a hajómotorgyártó üzletágat eladták a Caterpillarnak.

## Vállalati részlegek

### Dízelmotorgyártás

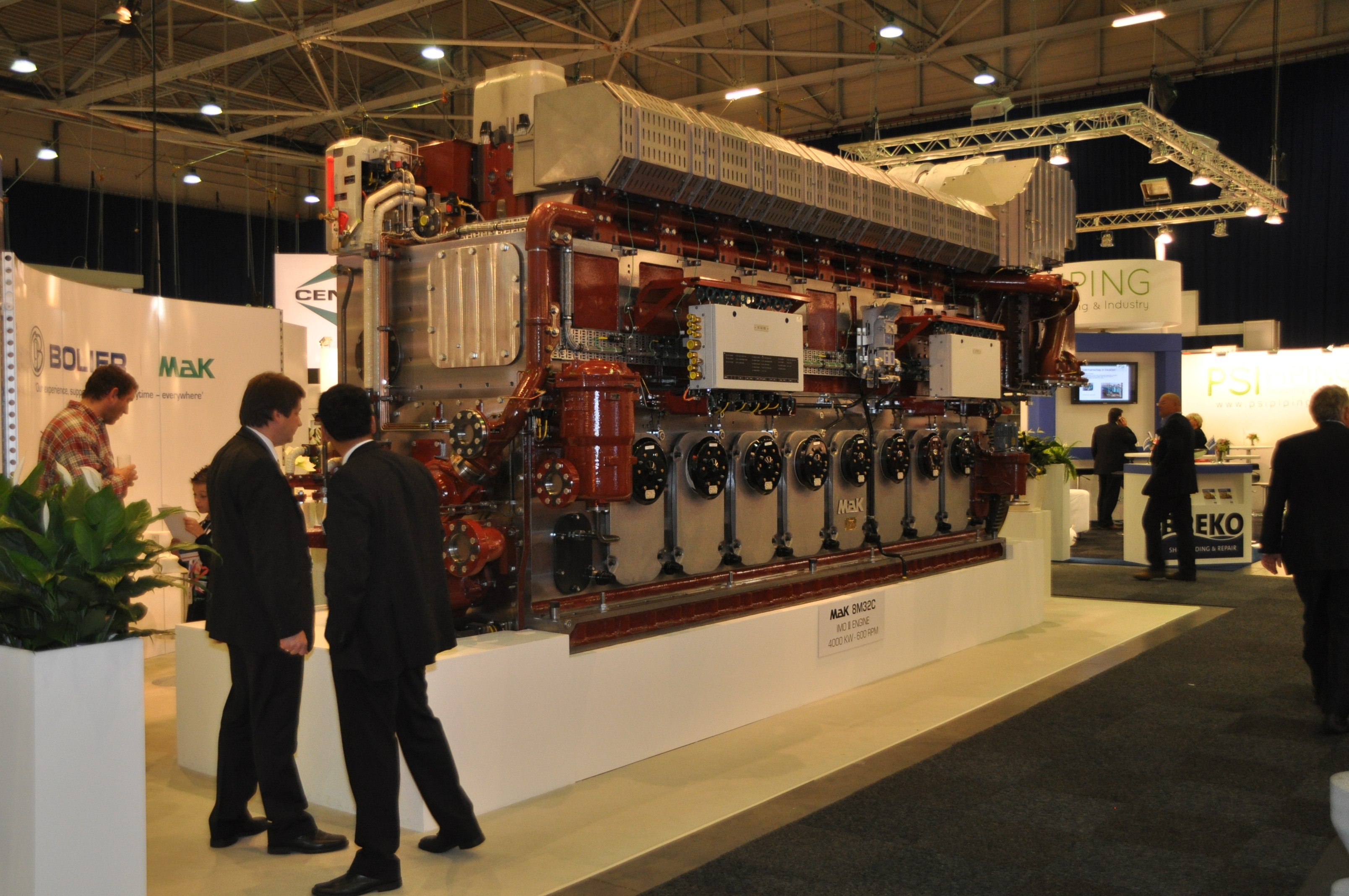
MaK 8 M 32 C hajómotor

A hajómotor-üzletágat 1997-ben a Caterpillar Motoren GmbH & Co. KG nevű vállalatba szervezték át, ami a Caterpillar teljes tulajdonú leányvállalata. A motorok továbbra is a MaK-logót viselik. A szervezet sikerének egyik példája az AIDAdiva sétahajóba épített négy darab MaK 9 M 43 C típusú dízelmotor.
A MaK termékcsalád 2015 augusztusától hat közepes fordulatszámú négyütemű dízel- és kettős üzemanyaggal működő motortípusból áll. Névleges teljesítményük 1020 és 16 800 kW között mozog.
A jelenlegi modellek rugalmas vezérműtengely-technológiát (FCT) alkalmaznak a részleges terhelésnél látható füst csökkentésére vagy megszüntetésére. Az FCT javítja a teljesítményt és a terhelésfelvételt is.

### Mozdonyok

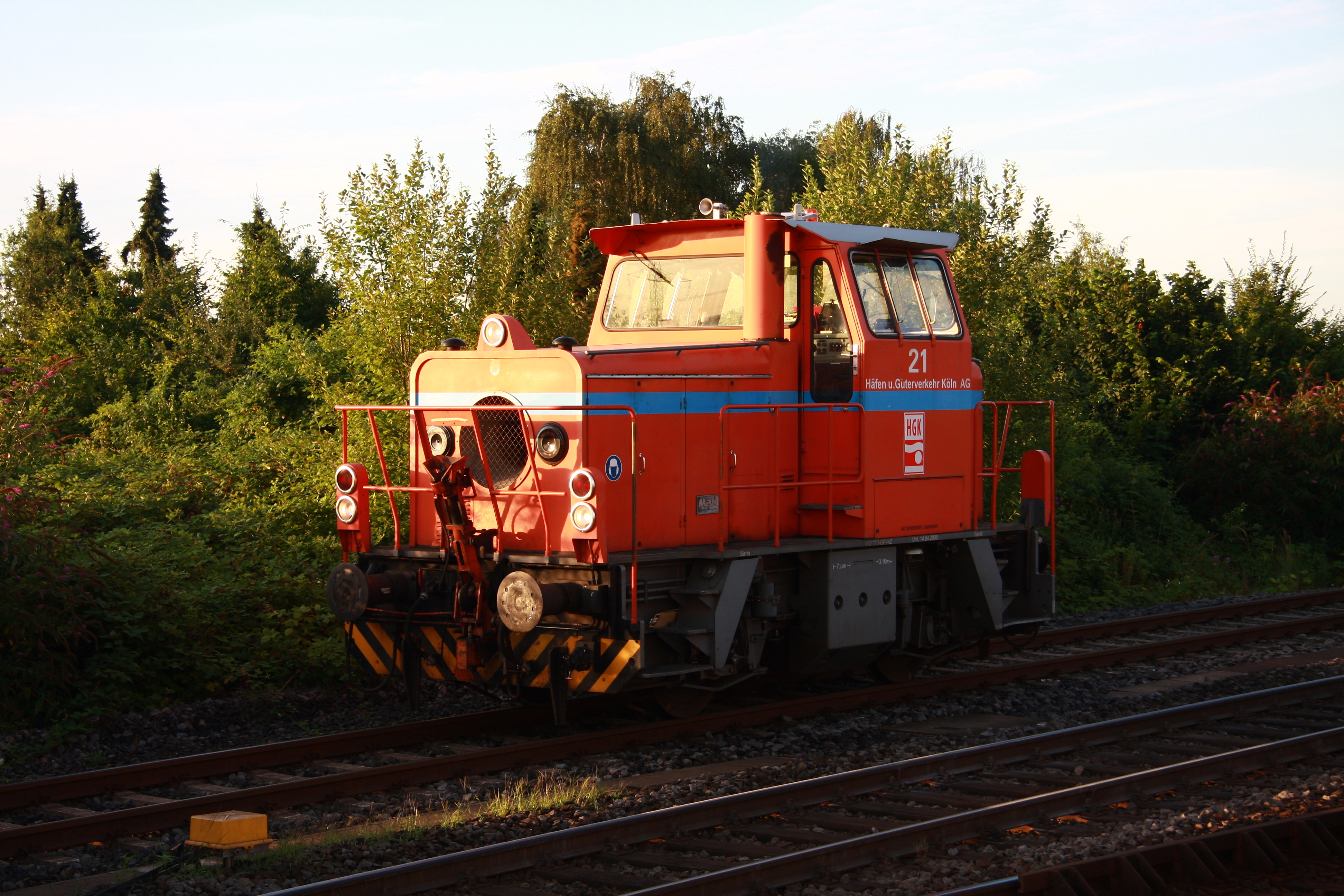
Egy MaK G 321 B mozdony

Az 1950-es és 1960-as években a gőzmozdonyok leváltására számos magáncégnek építettek és értékesítettek dízelmozdonyokat a csatlórudas típusú, vezérműtengelyes meghajtású típusokból, ezeket MaK-rúdhajtású mozdonyoknak is nevezik.
Az 1950-es években az üzem a Deutsche Bundesbahn számára gyártott mozdonyokat, többek között a DB V 60-as, a DB V 65-ös és a DB V 80-as sorozatú mozdonyokból.
A vállalat 1965-ben elkezdte használni a kardántengelyeket az erőátviteli rendszer részeként.
Az 1960-as években további mozdonytípusok készültek a Deutsche Bundesbahn számára, többek között az V 90-es, a DB V 100-as, a DB V 200-as és a DB V 160-as sorozatú mozdonyok.
A vállalat az 1960-as években javítóműhelyt nyitott Mülheim an der Ruhr városában. 1973-ban a műhely átkerült Moers városába, a Moerser Kreisbahn vasúthálózatára. Ugyan a műhely elsődleges feladata a mozdonyok karbantartása, javítása és átalakítása volt, azonban 1981-től kezdve új mozdonyok gyártásával és tervezésével is foglalkozott. Az új MaK G 321 B típus összes példányát itt gyártották. A „RegioLok” fantázianevű átalakítások, így az OnRail DH 1004 sorozat mind a nyolc és DH 1504 egy példánya is itt készült.
A mozdonyépítés harmadik programja 1979-ben kezdődött a Szövetségi Vasúti Szövetség (Bundesverbandes Deutscher Eisenbahnen) által kidolgozott szabványok (Arbeitskreis Standard-Diesellok) alapján, amelyek szabványos, cserélhető alkatrészek használatát írták elő. A külső kialakításban a derékszögek és a lapos acél dominál – elsősorban költséghatékonysági okokból, belsőleg pedig a gyorsabban futó motorokra tértek át, az MTU motorjait használták. A G 1206 BB, a G 1201 BB továbbfejlesztett változata, számos köztes modellel, évtizedekig gyártásban volt, és különösen sikeresnek bizonyult, 2007-ben egy új tolatómozdony-változatot is kapott.
Az akkori zord gazdasági helyzetben a vállalat igyekezett bővíteni a kínálatát és az ügyfélkörét. A svájci–német BBC cég elektromos alkatrészeinek felhasználásával a MaK megkezdte dízel-elektromos mozdonyok gyártását – néhány közülük sikeresnek bizonyult, nevezetesen az EN 6400, amelyből 120 darabot vásárolt a Nederlandse Spoorwegen.
1992-ben a vállalat neve Krupp Verkehrstechnik GmbH-ra változott (a Krupp-csoport néhány más vállalatával együtt). 1994-ben a vállalatot eladták a Siemensnek, és a Siemens vasúti technológia részévé vált (Siemens Schienenfahrzeugtechnik, SFT).
1998. október 1-jén a kieli gyárat és a Moersben található fióküzemet eladták a Vossloh AG-nak. Ez a Vossloh Rail Vehicle Engineering (Vossloh Schienenfahrzeugtechnik GmbH) vagy rövidítve a VSFT nevet kapta.
A Vossloh irányítása alatt gyártott mozdonyok egy ideig a hagyományos MaK-logót viselték. 2003. április 23-án a vállalatot átnevezték Vossloh Locomotives GmbH-ra. Ezt 2020. május 31-én felvásárolta a CRRC. A vállalat 2022. szeptember 20. óta Vossloh Rolling Stock néven működik.

## Korábbi tagvállalatok
Az építőipari berendezéseket gyártó részleg Atlas Terex GmbH néven ismert.
1983-ban a MaK Data System a Krupp MaK külső informatikai szolgáltatásának profitközpontjaként jött létre. 1995 óta önálló vállalatként üzemel MaK Data System Kiel GmbH néven.
2006-ban a Caterpillar motorgyár öntödéjét és a korábbi MaK-öntödét eladták az SHW Casting Technologies GmbH öntödei csoportnak, amely Gießerei Kiel GmbH vagy rövidítve GK néven működik.

## Termékek

### Dízelmozdonyok
| 1. generáció – MaK-rúdhajtású mozdonyok (1953–1967) - MaK 240 B (1954–1967, 55 példány) - MaK 240 C (1955–1962, 14 példány) - MaK 400 C (1955–1963, 34 példány) - MaK 450 C (1961–1967, 24 példány) - MaK 600 D (1953–1961, 57 példány) - MaK 650 D (1958–1965, 21 példány) - MaK 800 D (1953–1965, 104 példány) - TCDD DH44100 sorozat (1955, TCDD, 6 példány) - SJ T2/T21 sorozat (1955–1958, SJ, 46 példány) - MaK 850 D (1957–1966, 33 példány) - MaK 1000 D (1957–1966, 25 példány) - MaK 1200 D (1959–1965, 15 példány) 2. generáció (1965–1978) - MaK G 320 B (1965–1974, 17 példány) - MaK G 500 C (1966–1975, 22 példány) - MaK G 700 C (1966–1976, 14 példány) - MaK G 850 BB (1966–1977, 22 példány) - MaK G 1100 BB (1969–1978, 17 példány) Egyebek - V 36/V36.4 (1947–1948/1950, 14/18 példány) - ANB ETA1–ETA3 (1953, 3 akkumulátoros motorkocsi és 2 vezérlőkocsi) - MaK GDT (1953–1961, 11 példány) - OHJ MO (1961, OHJ, 2 példány) - DB V 60 (1956–1964, 381 példány) - DB V 65 (1955–1956, 15 példány) - DB V 80 (1951, 5 példány) - DB V 90 (1964–1969, 1971–1978, 371 példány) - MaK V 90 P (1965, 5 példány) - DB V 90/291 (1974–1978, 90 példány) - DB V 90/290 (1964–1969, 1971–1974, 276 példány) - DB V 100 (1958–1966, 335 példány) - DB V 100.10/211 (1958–1963, 109 példány) - ÖBB 2048 (1962–1963, ÖBB, 8 a DB-től vásárolt példány) - TCDD DH11500 (1962, TCDD, 5 a DB-től vásárolt példány) - DB V 100.20/212 (1959, 1962–1966, 216 példány) - DB V 100.30/213 (1966, 10 példány) - DB 215 (1970–1971, 45 példány) - DB V 160/216 (1965–1966, 25 példány) - DB 218 (1973–1979, 35 példány) - DB V 200 (1956–1957, 60 példány) - DB 627 (1974, 1981, 10 példány) - MaK 400 BB (1959, 1 példány) - MaK 600 C (1960–1961, 7 példány) - MaK 650 C (1962, 2 példány) - MaK V 100 PA/MaK G 1300 BB (1964–1969, 10 példány) - MaK G 1600 BB (1971–1976, 19 példány) - MaK 500 C (1959–1960, 2 példány) - MaK ULS (1979, 1982–1983, 4 példány, konténerrakodó vasúti munkagép) - BDnf 737 (1959, 1 példány, személyszállító kocsi) | 3. generáció (1977–2016) - MaK G 321 B (1981–1993, 15 példány) - MaK G 322 (1996–1998, 26 példány) - MaK G 761 C (1977–1982, 18 példány) - MaK G 762 C (1977–1979, 3 példány) - MaK G 763 C (1982–1993, 27 példány) - MaK G 764 C (1982, 6 példány) - MaK G 765 (1993–2002, 17 példány) - MaK G 1201 BB (1978, 1 példány) - MaK G 1202 BB (1978–1980, 12 példány) - MaK G 1203 BB (1982–1991, 25 példány) - MaK G 1204 BB (1981–1991, 18 példány) - MaK G 1205 (1991–1997, 31 példány) - MaK G 1206 (1997–2016, 323 példány) - MaK DE 501 (1980–1983, 20 példány) - MaK DE 502 (1985–1989, 13 példány) - MaK DE 1002 (1982–1993, 24 példány) - MaK DE 1003 (1988, 4 példány) - MaK DE 1024 (1989, 3 példány) Exportmozdonyok - MaK 240 B (1951, 1953, Svédország, 17 példány, nem azonos a három évvel későbbi 240 B-vel: ezek DWK 220 B mozdonyok MaK MS 24 motorral szerelve) - MaK 575 C (1951, 1954, 1957, 10 példány) - NSB Di 2 sorozat (1951, 1954, 1957, NSB, 8 példány) - NSB Skd 225 (1997, NSB, 1 példány, modernizált, remotorizált NSB Di 2) - SNJ 11–12 (1951, SNJ, 2 példány) - SJ T8 (1951, SJ, 1 példány, korábban SNJ 12) - SJ T31 (1951, SJ, 2 példány, SNJ 11–12 modernizált hajtóművel) - MaK 360 C (1953–1954, TCDD, 38 példány) - MaK 750 (1954, SJ, 20 példány) - MaK 550 C (1961, WAPDA, 1 példány) - MaK G 1200 CC (1960–1961, NRC, 8 példány) - MaK 650 C (1961, IR, 7 példány) - MaK G 3000 CC (1962, Szovjetunió, 1 példány) - MaK G 700 BB (1964, IR, 25 példány) - MaK DE 6400 (1988–1994, NS, 120 példány) - MaK DE 1004 (1990–1992, Getlink, 5 példány) - British Rail 21/9 sorozat (1990–1992, Getlink, 5 példány) - MaK Di 6 (1996, NSB, 12 példány) - MaK Di 8 (1996–1997, NSB, 20 példány) |

### Villamosok
- Flensburg villamosvonal-hálózatának 42-es és 43-as pályaszámú Verbandswagen Typ II típusú szabványvillamosa, illetve az 1146–1153-as számú szabványpótkocsijai (1954)

### Páncélozott harcjárművek
- Biber (1969–1975, 105 példány)
- Marder (1971–1975, 975 példány)[17]
- Versuchsträger (1974–1975, 2 példány)
  - Versuchsträger 1–1 (1974, 1 példány)
  - Versuchsträger 1–2 (1975, 1 példány)
- Leopard 2 (1977–1990, 969 példány)
  - Leopard 2A0 (1977–1982, 171 példány)
  - Leopard 2A1 (1982–1984, 337 példány)
  - Leopard 2A2 (1984–1987, 171 A0-változat feljavítása az A1 szintjére, egyéb kisebb módosítások)
  - Leopard 2A3 (1984–1985, 135 példány)
  - Leopard 2A4 (1985–1990, 1992, 326 példány)
- Dachs (1981, 1983, 1987, 1988–?, 149 példány)
- Wiesel (1990–1992)
  - Wiesel 1 MK20
  - Wiesel 1 TOW
  - Wiesel 2
  - Wiesel 2 SanTrp
  - Wiesel 2 bewBefStSt
  - Wiesel 2 lePzMrs
- Panzerhaubitze 2000 (1990, 1995–2000, a MaK csak az alvázat gyártotta)
- Bergepanzer 3 Büffel (1992–1997)
- Keiler (1996–1998)

## Fordítás
- Ez a szócikk részben vagy egészben  a   Maschinenbau Kiel című angol Wikipédia-szócikk ezen változatának fordításán alapul.  Az eredeti cikk szerkesztőit annak laptörténete sorolja fel. Ez a jelzés csupán a megfogalmazás eredetét és a szerzői jogokat jelzi, nem szolgál a cikkben szereplő információk forrásmegjelöléseként.